# Магомедшапиев, Камалутдин Омарович
Камалутдин Омарович Магомедшапиев (Род. 13 сентября 1945, с. Губден, Сергокалинский район, ДАССР, РСФСР, СССР) — советский и российский артист, известный певец и композитор Дагестана. Заслуженный артист РСФСР, Заслуженный работник культуры Российской Федерации. Народный артист Республики Дагестан. Артист Дагестанского театра оперы и балета.

## Биография
Родился 13 сентября 1945 г. в с. Губден Сергокалинского (ныне Карабудахкентского района) Дагестанской АССР. По национальности — даргинец.
После окончания семилетки, окончил Сергокалинское педагогическое училище.
Трудовую деятельность начал учителем музыки в Кадиркентской средней школе и художественным руководителем Карабудахкентского районного Дома культуры
Далее был переведён в Сергокалинский районный дом культуры, где работал руководителем музыкальной группы
С 1976 по 2004 годы работал солистом хора Даггостелерадио и ГТРК «Дагестан»
С 1996 года — артист хора Дагестанского государственного театра оперы и балета.
С 2005 года — руководитель музыкального кружка Детского интерната «Забота» г. Махачкала.
Автор 400 песен на стихи дагестанских поэтов. Исполняет песни на языках народов Дагестана. Композитор.
Дипломант I Всероссийского и Всесоюзного смотров художественного творчества трудящихся (1977 г. — Ростов-на-Дону, 1978 г. в г. Сочи).
Награждён Почётной Грамотой Президиума Верховного Совета ДАССР, Министерства культуры РФ и рядом наград.

## Награды, звания и премии
- Заслуженный артист РСФСР
- Заслуженный работник культуры Российской Федерации.
- Народный артист Республики Дагестан
- Заслуженный артист Дагестанской АССР.